# Pierre-Armand Pinoteau
Pour les articles homonymes, voir Pinoteau.
Pierre Armand Pinoteau, né le 6 septembre 1769 à Ruffec (Charente), mort le 24 mars 1834 à Ruffec (Charente), est un général français.
Il a été fait baron de l'Empire par décret impérial du 28 avril 1814, sans confirmation par lettres patentes du fait de la chute de l'Empire. Il a été décoré officier de la Légion d'honneur, chevalier de Saint-Louis et de l'ordre royal d'Espagne. Il a été honoré d'un mousqueton de récompense donné par le général Bernadotte.

## États de service

### Grades
- 17 octobre 1791 : capitaine
- 16 octobre 1793 : adjudant général chef de bataillon à titre provisoire
- 6 février 1794 : adjudant général chef de bataillon
- 13 juin 1795 : adjudant général chef de brigade
- 15 juin 1801 : chef de brigade
- 6 août 1811 : général de brigade

### Fonctions
- Affecté à l'armée du Portugal du 10 janvier 1809 au 6 juillet 1813
- Affecté à l'armée d'Espagne du 6 juillet 1813 au 16 juillet 1813
- Commandant de la 1re brigade de la division Maucune de l'armée du Midi du 16 juillet 1813 au 22 janvier 1814
- Affecté à la 7e division d'infanterie du 6e corps de la Grande Armée du 22 janvier 1814 au 24 mai 1814 : participe à la campagne de France (1814). Se fait remarquer à la bataille de Vauchamps.
- Commandant du département de la Dordogne du 24 mai 1814 au 1er octobre 1815
- En non-activité le 1er octobre 1815
- En disponibilité du 30 décembre 1818 au 6 août 1830
- Commandant du département de la Charente-Inférieure du 6 août 1830 au 31 juillet 1831
- Commandant du département de la Loire-Inférieure du 31 juillet 1831 au 11 juin 1832
- Admis en retraite le 11 juin 1832

## Décorations françaises
- Officier de la Légion d'honneur le 12 mars 1814
- Chevalier de Saint-Louis le 24 septembre 1814

## Faits d'armes
Il commanda les troupes qui enlevèrent de nuit le village de la Weisenau, sous les murs de Mayence. Ce village était occupé par un corps de Croates, dits manteaux rouges, qui furent tous tués, blessés ou faits prisonniers. Le 28 octobre 1794, à l'attaque des lignes de Mayence par les ennemis, se trouvant le seul officier-supérieur d'état-major à la division Courtot, qui occupait l'extrême droite de la ligne française, Pinoteau défendit le terrain pied à pied, et conduisit la division jusqu'à la position indiquée en cas de retraite : ce fut là que le général Ferino vint prendre le commandement de cette division, en remplacement du général Courtot.
À l'été 1799, il commande la garnison de Fougères, puis celle de Vitré, pendant la Chouannerie. Il participe notamment au combat de la Pihorais et au combat de Fleurigné. Le maire de Fougères, Julien Loysel, qualifie alors Pinoteau de « militaire instruit et plein de zèle autant que de patriotisme, d'intelligence, d'activité, de discrétion et de fermeté ». 

## Famille
Il est le fils de Charles Jean Pinoteau (1736-1823), juge au présidial de Ruffec, notaire et procureur à Ruffec, et de Marie Catherine Coste (1736-1797). Il a été marié le 29 pluviôse an II (17 février 1794) à Ruffec, avec Hélène Brumauld de Montgazon 1769-1842, fille de Pierre Brumauld, écuyer, seigneur de Montgazon, conseiller du roi, contrôleur ordinaire des guerres, maire de Ruffec, et d'Hélène Chabot de Peucheubrun, dont quatre enfants :
- Pierre Pinoteau (1795)
- Alexandrine Pinoteau (1798)
- Lise Pinoteau (1799-1879), épouse du docteur Jean-Louis Auguste Brothier (1788-1829)
- Armand Pinoteau (1803-1882), avocat, sous-préfet

Cette famille subsiste et parmi ses descendants il y a Hervé Pinoteau.
Blason du général Pinoteau devenu armes familiales

## Sources
- Charles-Louis Chassin, Les pacifications de l'Ouest : 1794-1801-1815, t. III, Paris, Paul Dupont, 1899, 803 p.
- Théodore Lemas, Le district de Fougères pendant les Guerres de l'Ouest et de la Chouannerie 1793-1800, Rue des Scribes Éditions, 1894 (réimpr. 1994), 371 p. (ISBN 978-2-906064-28-7, lire en ligne).
- Georges Six, Dictionnaire biographique des généraux et amiraux de la Révolution et de l'Empire, Georges Saffroy éditeurs, Paris 1934.
- D'après le site web.genealogie.free.fr, voici ses états de service (source : Côte S.H.A.T.: 8 Yd 1 377)